# U.S. Route 55
U.S Route 55 (också kallad U.S. Highway 55 eller med förkortningen  US 55) var en nord-sydlig amerikansk landsväg i USA som byggdes 1926 men lades ner efter cirka 10 år. 
Den gick ifrån Minneapolis, Minnesota i norr till Davenport, Iowa i söder och hade en längd av 600 km. 